# Humedal La Conejera
Humedal La Conejera är en våtmark i Colombia.   Den ligger i kommunen Bogotá  D.C. och departementet Bogotá, i den centrala delen av landet, 17 km norr om huvudstaden Bogotá.